# Vis-en-Artois
 Vis-en-Artois  es una población y comuna francesa, situada en la región de Alta Francia, departamento de Paso de Calais, en el distrito de Arras y cantón de Vitry-en-Artois.

## Demografía
| 631 | 608 | 617 | 603 | 539 | 536 | 552 | 556 | 642 | 652 | 649 | 645 |
| Para los censos de 1962 a 1999 la población legal corresponde a la población sin duplicidades (Fuente: INSEE [Consultar]) |     |     |     |     |     |     |     |     |     |     |     |